# Sonja Barjaktarović
Sonja Barjaktarović, née le 11 septembre 1986 à Ivangrad, est une handballeuse monténégrine évoluant au poste de gardien de but dans le club de Rostov-Don depuis 2012. En club elle porte le numéro 22.
Elle évolue également en équipe du Monténégro avec laquelle elle a été championne d'Europe en 2012 et médaillée d'argent aux Jeux olympiques d'été de 2012 à Londres.

## Parcours
- ŽRK Berane : 2002-2004
- ŽRK Budućnost Podgorica : 2004-2012
- Rostov-Don : depuis 2012

## Palmarès

### Club
compétitions internationales
- Coupe EHF (2) : 2006 et 2010
- Women’s regional handball league (3) : 2010, 2011 et 2012

compétitions nationales
- Championne de Serbie-et-Monténégro (1) : 2006
- Coupe de Serbie-et-Monténégro (1) : 2006
- Championne du Monténégro (6) : 2007, 2008, 2009, 2010, 2011 et 2012
- Coupe du Monténégro (6) : 2007, 2008, 2009, 2010, 2011 et 2012

### Équipe nationale
- Médaillée d'argent aux Jeux olympiques d'été de 2012 à Londres ( Royaume-Uni).
- Championne d'Europe au Championnat d'Europe de handball féminin 2012 au Serbie.